# DJ Ashba
Daren Jay "DJ" Ashba, född 10 november 1972 i Monticello, Indiana, är en amerikansk gitarrist, låtskrivare, musikproducent och grafisk designer. 
Ashba är gitarrist i bandet Sixx: A.M. och har tidigare även varit gitarrist i Guns N' Roses. Han har även medverkat i hårdrocksbanden BulletBoys och Beautiful Creatures och arbetat med andra artister, till exempel Trapt, Drowning Pool, Marion Raven och Aimee Allen.

## Biografi
Vid ett års ålder flyttade Ashba och hans familj till Fairbury, Illinois, där han växte upp. Hans pappa lämnade sin familj när DJ var tre år gammal. Han växte upp i ett hem utan TV på grund av hans mammas religiösa tro. Hans mamma lärde honom om musik och han började spela piano när han var tre år gammal. Han spelade sin första konsert vid fem års ålder. 
Ashba arbetade på ett majsfält tills han sparat tillräckligt för att köpa sin första gitarr, en vit Harmony "Flying V". På sin 16-årsdag tog Ashbas pappa honom till hans första konsert, Mötley Crües Girls, Girls, Girls tour. När han var 19 for han till Hollywood, Kalifornien där han gick med i bandet Barracuda. Han turnerade med dem i två år innan han släppte sitt intstrumentala soloalbum Addition to the Friction (1996).
Ashba har under 2000-talet varit medlem i och turnerat eller släppt skivor med banden BulletBoys, Beautiful Creatures och Guns'N Roses och spelat på ett album med norska sångerskan Marion Raven.
2007 startade Mötley Crües basist Nikki Sixx, James Michaels och DJ Ashba bandet Sixx: A.M. för att göra soundtracket till Nikkis bok The Heroin Diaries: A Year in the Life of a Shattered Rockstar. Ashba bidrog som låtskrivare till tolv av de tretton sångerna på Mötley Crües nionde studioalbum Saints of Los Angeles.
DJ Ashba blev 2009 medlem i Guns N' Roses.